# Celestin Rypl
Celestin Rypl (geboren 12. September 1894 in Pilsen, Österreich-Ungarn; gestorben 12. Mai 1945 in Pilsen, Tschechoslowakei) war ein tschechischer Pianist, Komponist, Herausgeber  und Kulturfunktionär.

## Leben
Celestin Rypl besuchte in Pilsen das Gymnasium und studierte von 1913 bis 1920 Jura in Prag. 
Seine musikalische Ausbildung erhielt er bei Adolf Mikeš, Jan Heřman, Emil von Sauer und bei Josef Bohuslav Foerster. 
Er spielte als Pianist 1915/17 im Duo mit dem Geiger Jaroslav Kocian, später mit dem Ševčík-Quartett, mit den Tschechischen Philharmonikern, den Šašek-Philharmonikern, sowie anderen Solisten. Von 1924 bis 1928 war er Professor am Mainzer Konservatorium und, wahrscheinlich, ab 1929 an der Hochschule für Tonkunst Darmstadt. Zwischen 1932 und 1938 lebte er in Hory Matky Boží.
Rypl wurde in der Sudetenkrise 1938 Kulturreferent in der tschechischen Regierung. Nach der deutschen Besetzung Tschechiens 1939 arbeitete er beim Minister für Bildung und Volksaufklärung Emanuel Moravec im Protektorat Böhmen und Mähren. Rypl nahm 1940 auf Einladung des Reichspropagandaministeriums an einer Reise von 34 tschechischen Kulturschaffenden durch das Deutsche Reich und in die besetzten Niederlande teil.  Bei Kriegsende beging Rypl Suizid.

## Werke (Auswahl)
- (Mitherausgeber): Sborník k oslavě stoletých narozenin Antonína Dvořáka 1841–1941. Prag : Evropské vyd-vo, 1941
- Promluvme si o hudbě! Prag : Orbis, 1944

Kompositionen
- Symfonia ruris ; pro sopránové sólo, dětský a smíšený sbor a velký orchestr ; na slova latinských textů ; op. 16. (1937/38)